# Elizabeth Ya Eli Harding
Elizabeth Ya Eli Harding (sinh ngày 23 tháng 3 năm 1956) là Cao ủy của Gambia cho Vương quốc Anh từ năm 2007 đến 2013, sau đó là Đại sứ đầu tiên của Gambia tại Vương quốc Anh từ năm 2013 đến 2017, khi bà được thay thế bởi Francis Blain.

## Thơ ấu
Harding sinh ngày 23 tháng 3 năm 1956, và được giáo dục tại trường trung học ở Banjul, sau đó là sự tài trợ từ Liên bang để tham dự một chương trình ngoại giao bằng tiếng Pháp, sau đó học tại Scotland và Canada. Bà có bằng thạc sĩ từ Đại học Glasgow Caledonia.

## Sự nghiệp
Harding đã từng là Cao ủy Gambian đến Vương quốc Anh từ ngày 20 tháng 8 năm 2007 đến 2013.
Từ năm 2013, Harding là Đại sứ tại Vương quốc Anh, cho đến khi bà được triệu hồi vào năm 2017. Kể từ đó, bà đã được thay thế bởi Francis Blain.
Vào tháng 12 năm 2014, một "nhóm các nhà ngoại giao Gambia" đã bị kết tội tại Southwark Crown Court về việc điều hành một "người bán thuốc lá miễn thuế" từ các cơ sở của Đại sứ quán ở London trong ba năm và tránh 5 triệu bảng tiền thuế. Bảy người, trong đó có Phó Trưởng Phái bộ Ngoại giao Gambia, Yusupha Bojang, bị kết tội. Họ đã đặt mua 32 tấn thuốc lá lăn miễn thuế, và lạm dụng một chương trình cung cấp miễn thuế đối với hàng hóa cho sử dụng cá nhân, mặc dù không ai trong số họ thực sự hút thuốc. Harding xuất hiện tại phiên tòa, nhưng không phải là một bị cáo, và nói rằng bà đã sử dụng kế hoạch mua nước hoa và gạo, nhưng chưa bao giờ nói chuyện với nhân viên của mình và chỉ biết về việc lạm dụng đặc quyền ngoại giao sau khi bà được viết đến bởi Văn phòng nước ngoài & Khối thịnh vượng chung của Vương quốc Anh.
Vào tháng 12 năm 2016, 11 đại sứ bao gồm Harding đã viết một lá thư tập thể cho Tổng thống khi đó của Gambia, Yahya Jammeh, người đã thua cuộc bầu cử ngày 1 tháng 12, nhưng từ chối chấp nhận thất bại, chấp nhận kết quả và từ chối hòa bình. Vào tháng 1 năm 2017, Jammeh đã sa thải 12 đại sứ bao gồm Harding. Vào tháng 2 năm 2017, Tổng thống mới của Gambia, Adama Barrow, đã phục chức các đại sứ bị bãi nhiệm.

## Danh dự
Harding là một thành viên của Huân chương Cộng hòa Gambia.

## Cuộc sống cá nhân
Harding đã kết hôn và có bốn người con.